# Arthur De Sloover
Arthur Anne-Marie Thierry De Sloover (* 3. Mai 1997 in Kortrijk) ist ein belgischer Hockeyspieler. 2018 wurde er Weltmeister, 2019 Europameister und 2021 Olympiasieger.

## Sportliche Karriere
Arthur de Sloover war 2016 Zweiter bei der Junioren-Weltmeisterschaft. Anfang 2017 debütierte der Verteidiger in der belgischen Nationalmannschaft. Er bestritt bis zum 4. August 2024 insgesamt 167 Länderspiele.
2017 erreichten die Belgier bei der Europameisterschaft in Amstelveen das Finale mit einem Halbfinalsieg über die Deutschen nach Shootout. Im Finale gewannen die Niederländer mit 4:2. Die Weltmeisterschaft 2018 wurde im indischen Bhubaneswar ausgetragen. Die Belgier belegten in ihrer Vorrundengruppe den zweiten Platz hinter der indischen Mannschaft. Mit Siegen über die pakistanische Mannschaft und über die deutsche Mannschaft erreichten die Belgier das Halbfinale und gewannen dort mit 6:0 gegen die Engländer. Im Finale siegten die Belgier mit 3:2 im Shootout gegen die Niederländer und gewannen erstmals den Weltmeistertitel. 2019 bei der Europameisterschaft in Antwerpen gewannen die Belgier erstmals den Europameistertitel, wobei sie im Finale die Spanier mit 5:0 bezwangen. Bei der Europameisterschaft 2021 erhielten die Belgier die Bronzemedaille. Zwei Monate später gewannen die Belgier bei den Olympischen Spielen in Tokio das Finale gegen die Australier im Penaltyschießen. Arthur De Sloover verwandelte im Finale seinen Penalty zum 2:1-Zwischenstand.
Bei der Weltmeisterschaft 2023 in Bhubaneswar erreichten die Belgier erneut das Finale, diesmal unterlagen sie der deutschen Mannschaft im Penaltyschießen. Bei den Olympischen Spielen 2024 in Paris gewannen die Belgier ihre Vorrundengruppe, schieden aber im Viertelfinale gegen die Spanier aus. De Sloover war in allen sechs Spielen dabei.
De Sloover begann im Alter von vier Jahren beim Saint-Georges Hockey Club in Kortrijk. Seit 2014 spielt er für den Royal Beerschot THC.